# Seleção Brasileira de Hóquei em Patins Feminino
A Seleção Brasileira de hóquei patins feminino é a equipa nacional do Brasil, gerida pela Confederação Brasileira de Hóquei e Patinação (CBHP), que representa o Brasil nas competições de hóquei em patins organizadas pela CSP e pela CIRH.

## Uniformes

### Uniformes das jogadoras
- Uniforme principal: Camisa amarela com faixa verde, calção azul e meias brancas.
- Uniforme de visitante: Camisa azul com faixa amarela, calção branco e meias azuis.

## Melhores classificações
- Campeonato Mundial Feminino - Vice-campeã em 2002 e 2004
- Copa América - 3º lugar em 2007 e 2011